# Христо Тодоров (философ)
Вижте пояснителната страница за други личности с името Христо Тодоров.
Христо Петков Тодоров е български философ, културолог, преводач на философски текстове и университетски преподавател. Почетен професор на Нов български университет от 2023 г.

## Образование
Роден е на 8 август 1958 г. в София. Завършва философия в Софийския университет през 1984 г. с дипломна работа на тема „Проблемът за времето във философията на Мартин Хайдегер“. Доктор по философия с тема на дисертационния труд „Съвременната философска херменевтика в Германия“ (1992).
Специализации в Тюбинген, Германия (1990–1991) и Бохум, Германия (Хумболтов стипендиант) (1998–2000).

## Трудов стаж и академична кариера
Преподавател по философия в НГДЕК, София (1984–1993). Хоноруван асистент по философия в Техническия университет, София (1984–1986). Асистент по история на философията в СУ „Св. Климент Охридски“ (1986–1995). Доцент по история на философията в СУ „Св. Кл. Охридски“ с хабилитационен труд „Очерци по философия на историята“ (1995–2003). Заместник-директор на Института за немски социални и хуманитарни науки Германикум в СУ „Св. Климент Охридски“ (1996–2002). Гост-доцент по философия в Пловдивския университет „Паисий Хилендарски“ (1995–2001). Гост-професор в Европейския университет Виадрина във Франкфурт на Одер, Германия (2001–2002). Професор по философия в НБУ (2003). Ръководител на департамент „Философия и социология“ в НБУ (2005–2012). Заместник-ректор по качеството, оценяването и акредитацията в НБУ от март 2012 г.

## Научни интереси и творчество
Научните интереси на проф. Тодоров са в областите на философската херменевтика, философията на историята, историята на понятията и биоетиката. В тези области са и по-голямата част от курсовете, които води в няколко бакалавърски и магистърски програми в НБУ и преди всичко в програмите по философия и социология.
Проф. Тодоров е автор на повече от 90 научни публикации на български, немски, английски, френски и испански. По-важните от тях са монографиите „Очерци по философия на историята“ (1996) и „Работа върху понятията“ (2011) и статиите „Биографичният метод на Дилтай“ (2011), „За авторитета“ (2010), „Намерения и обещания в политиката“ (2010), „Събития, действия, процеси“ (2010), „Как мислим бъдещето?“ (2008), „Responsibilities of Contemporary Universities“ (2008), „Usages des traditions a l’époque de la mondealisation“ (2007), „Какво е допустимо да се прави с ембриони? Германският случай“ (2006), „Sobre la enajenacion de las ciencias humanisticas del mundo. Reflexiones sobre Autodefe, de Elias Canetti“ (2006), „Über die Funktion der Philosophie. Der Philosophiebegriff im Spätwerk Wilhelm Diltheys“ (2004).

### Монографии
- Работа върху понятията, София: Издателство на Нов български университет, 2011,[4]  267 с. (ISBN 978-954-535-647-6)
- Христоматия по немска философия – съставителство и предговор (в съавторство с Димитър Денков и Стилиян Йотов). София и Брауншвайг. 2001
- Очерци по философия на историята. София: Св. Климент Охридски. 1996[5]

### Преводи
- Райнхарт Козелек. Студии по история на понятията. София. 2007 (ISBN 978-954-9567-24-3)
- Райнхарт Козелек. Пластове на времето. София. 2002 (ISBN 978-954-9567-11-3)
- Вилхелм Дилтай. Същността на философията. София. 2001 (ISBN 954-9699-07-2)
- Ханс-Георг Гадамер. История и херменевтика. София. 1994
- Карл Ясперс. Въведение във философията. София. 1994
- Мартин Хайдегер. Същности. София (заедно с Димитър Денков). 1993 и 1999 (ISBN 954-8010-91-7)
- Петер Сонди. Теория на модерната драма. София. 1990